# Másin
M/S Másin (færøsk for sølvmåge – Larus argentus) vr en lille, færøsk personfærge af træ og stål, som sejlede mellem Hvannasund på Viðoy, Svínoy og Kirkja og Hattarvík på Fugloy. I dag sejler Ritan M/F i stedet på denne rute. Másin hørte til Strandfaraskip Landsins, som har Færøernes landsstyre som ejer. Másins hjemmehavn var officielt Klaksvík, men den lå i Hvannasund, når den ikke var i sejlads. Den nuværende maskine fra 1985, har 200 hk, 4 cylindre og blev fremstillet i Grenå. Rejsefarten er 7,5 knob.

## Historie
Másin blev bygget i 1959 på Tórshavnar Skipasmiðja i Tórshavn, den forlod skibsværftet den 7. november 1959. Den er på knapt 39 bruttotons, er 15,60 m lang, 5,06 m bred og kan tage 65 passagerer. Másin blev bygget til sejladsen fra Klaksvík til bygderne på Nordøerne, men i årene 1967-1972 besørgede den sejladsen til Sandoy. Másin var den ældste personfærge i rutefart på Færøerne i flere år, inden den blev taget ud af drift i 2010.
Foruden passagerer transporterede skibet varer og post til øboerne på Svínoy og Fugloy.
I forbindelse med færgens afgang (som nu er Ritan) kører bus 500 fra Klaksvík til Hvannasund. Fra 1. april til 31. august sejler båden to gange alle ugens dage. Ændringer i bus- og færgeplan kan forekomme.
Fartstiden for anløbsstedene er (efter at Ritan begyndte at sejle ruten):
- Hvannasund–Svínoy: 30 min
- Svínoy–Kirkja: 15 min
- Kirkja–Hattarvík: 10 min
- Hattarvík–Svínoy: 30 min

Det tog lidt længere tid med Másin end med Ritan.
I juli 2010 blev Másin solgt til en privat forening i Klaksvík. Den lå ved kaj i Klaksvík i nogle år, indtil den sank og blev ophugget et par år senere.

## Billeder
- Færøsk frimærke fra 10-02 1992
- Sejlruten
- Másin ved Svinoy
- Másin på værft i Vágur